# Campionato mondiale Supermoto 2006
Il 2006 ha visto l'inserimento del "monogomma" Dunlop nel Campionato mondiale Supermoto S1 e S2 per garantire maggiore parità tecnica e maggiore spettacolo.
In S1 avrà la meglio il giovane tedesco Bernd Hiemer in sella alla KTM del Team Red Bull sul belga Gerald Delepine.
In S2 la bicilindrica Aprilia trionferà a mani basse nel campionato costruttori, forte del "dream team" composto dal due volte campione del mondo motocross Frédéric Bolley, dal campione del mondo supermoto Jérôme Giraudo e dal due volte campione del mondo supermoto Thierry Van Den Bosch (che vincerà il suo terzo mondiale piloti).

## S1
Nel 2006 la classe S1 era caratterizzata da cilindrate variabili da superiore a 450 cm³ a un massimo di 750, 2t e 4t.

### Gran Premi del 2006
|   | Nome                      | Paese    | Località                 | Data            |
| 1 | Gran Premio d'Europa      | Italia   | Castelletto di Branduzzo | 29/30 aprile    |
| 2 | Gran Premio di Francia    | Francia  | Villars-sous-Écot        | 27/28 maggio    |
| 3 | Gran Premio d'Austria     | Austria  | Melk                     | 24/25 giugno    |
| 4 | Gran Premio di Sardegna   | Italia   | Mores                    | 22/23 luglio    |
| 5 | Gran Premio di Germania   | Germania | Sankt Wendel             | 09/10 settembre |
| 6 | Gran Premio Alpi del Mare | Italia   | Busca                    | 07/08 ottobre   |
| 7 | Gran Premio d'Italia      | Italia   | Latina                   | 14/15 ottobre   |
| 8 | Gran Premio di Grecia     | Grecia   | Pireo                    | 04/05 novembre  |

### Principali piloti iscritti alla S1 nel 2006
|    | Pilota              | Team                     | Moto             |
| -- | ------------------- | ------------------------ | ---------------- |
| 1  | Gerald Delepine     | Husqvarna CH Racing      | SM 660RR Factory |
| 6  | Christian Iddon     | Aprilia Off Road Factory | SXV 550 Factory  |
| 8  | Valter Bartolini    | WRM Pergetti Supermotard | SM1 490 Factory  |
| 9  | Marcel Goetz        | KTM Fabag                | SMR 560          |
| 10 | Lorenzo Mariani     | Husqvarna Motorbike      | SM 570RR         |
| 11 | Samuel Warren       | Aprilia S.R. UK          | SXV 550          |
| 12 | Bernd Hiemer        | KTM Red Bull Factory     | SMC 650 Factory  |
| 17 | Maxime Testu        | Husqvarna SIMA           | SM 570RR         |
| 19 | Lorenzo Pes         | KTM Sabatini Team        | SMR 560          |
| 24 | Guillaume Rigal     | Honda AGR Competition    | CR-F 490         |
| 25 | Michele Lavetti     | KTM H2O Racing           | SMR 560          |
| 28 | Matthew Winstanley  | KTM Robinsons UK         | SMR 640          |
| 30 | Ivan Lazzarini      | Husqvarna CH Racing      | SM 660RR Factory |
| 33 | Massimo Migliorati  | KTM Italia Miglio Racing | SMC 650          |
| 67 | Frédéric Fiorentino | KTM Slide Zone           | SMC 650          |
| 74 | Simone Girolami     | TM Racing Factory        | SMX 700 Factory  |
| 75 | Robert Baraccani    | TM Racing Factory        | SMX 700 Factory  |
| 96 | Aleš Hlad           | KTM Motoracing           | SMR 640          |

### Classifica finale piloti S1 (Top 10)
| Pos | Pilota             | Moto/Team                | EUR 1 | EUR 2 | FRA 1 | FRA 2 | AUT 1 | AUT 2 | SAR 1 | SAR 2 | GER 1 | GER 2 | ADM 1 | ADM 2 | ITA 1 | ITA 2 | GRE 1 | GRE 2 | Punti |
| --- | ------------------ | ------------------------ | ----- | ----- | ----- | ----- | ----- | ----- | ----- | ----- | ----- | ----- | ----- | ----- | ----- | ----- | ----- | ----- | ----- |
| 1   | Bernd Hiemer       | KTM Red Bull Factory     | 1     | 1     | 2     | 7     | 1     | 1     | 1     | 1     | 3     | 1     | 3     | 4     | 1     | 2     | 6     | 4     | 349   |
| 2   | Ivan Lazzarini     | Husqvarna CH Racing      | 2     | 2     | 6     | 5     | rit.  | 3     | 3     | 5     | 2     | 2     | 1     | 1     | 3     | 5     | 5     | 3     | 297   |
| 3   | Gerald Delepine    | Husqvarna CH Racing      | 29    | 3     | 1     | 1     | 2     | 4     | 22    | 3     | 1     | 4     | 2     | 2     | 2     | 3     | 7     | 5     | 289   |
| 4   | Christian Iddon    | Aprilia Off Road Factory | 4     | 4     | 5     | 3     | 3     | 2     | 2     | 2     | 11    | 7     | 4     | 7     | 5     | 4     | 4     | 6     | 281   |
| 5   | Marcel Goetz       | KTM Fabag                |       |       | 3     | 2     | 12    | 11    | 4     | 4     | 9     | 5     | 6     | 5     | 9     | 6     | 3     | 2     | 225   |
| 6   | Aleš Hlad          | KTM Motoracing           | 3     | 6     | 19    | 24    | rit.  | 10    | 17    | rit.  | 5     | 10    | 8     | 3     | 8     | 8     | 2     | 1     | 185   |
| 7   | Robert Baraccani   | TM Racing Factory        | 7     | 5     | 8     | 19    | 6     | 7     | 7     | 7     | rit.  | rit.  | 5     | 9     | 10    | 10    | 10    | 11    | 173   |
| 8   | Simone Girolami    | TM Racing Factory        | 20    | 8     | rit.  | 8     | 4     | 12    | rit.  | 6     | 23    | 3     | 10    | 6     | 4     | 1     | 8     | rit.  | 171   |
| 9   | Matthew Winstanley | KTM Robinsons UK         | 13    | 12    |       |       | 5     | 5     | 10    | 14    | 6     | 17    | 9     | 10    | 12    | rit.  | 1     | rit.  | 143   |
| 10  | Maxime Testu       | Husqvarna SIMA           | 16    | 16    | 4     | 6     | rit.  | 17    | 13    | 11    | 7     | 6     | 21    | rit.  | 15    | 9     | 21    | 10    | 123   |
| Pos | Pilota             | Moto                     | EUR 1 | EUR 2 | FRA 1 | FRA 2 | AUT 1 | AUT 2 | SAR 1 | SAR 2 | GER 1 | GER 2 | ADM 1 | ADM 2 | ITA 1 | ITA 2 | GRE 1 | GRE 2 | Punti |

### Classifica finale costruttori S1
| Pos | Casa      | Paese    | EUR 1 | EUR 2 | FRA 1 | FRA 2 | AUT 1 | AUT 2 | SAR 1 | SAR 2 | GER 1 | GER 2 | ADM 1 | ADM 2 | ITA 1 | ITA 2 | GRE 1 | GRE 2 | Punti |
| --- | --------- | -------- | ----- | ----- | ----- | ----- | ----- | ----- | ----- | ----- | ----- | ----- | ----- | ----- | ----- | ----- | ----- | ----- | ----- |
| 1   | KTM       | Austria  | 1     | 1     | 3     | 2     | 1     | 1     | 1     | 1     | 3     | 1     | 3     | 4     | 1     | 2     | 1     | 1     | 376   |
| 2   | Husqvarna | Italia   | 2     | 2     | 1     | 1     | 2     | 4     | 3     | 5     | 1     | 2     | 1     | 1     | 2     | 3     | 5     | 3     | 351   |
| 3   | Aprilia   | Italia   | 4     | 4     | 5     | 3     | 3     | 2     | 2     | 2     | 11    | 7     | 4     | 7     | 5     | 4     | 4     | 6     | 281   |
| 4   | TM        | Italia   | 7     | 5     | 8     | 19    | 6     | 7     | 7     | 7     | 23    | 3     | 5     | 9     | 4     | 1     | 10    | 11    | 234   |
| 5   | Husaberg  | Svezia   | 19    | 13    | 10    | 9     | 11    | 8     | 8     | 9     | 14    | 20    | 14    | 15    | 18    | 12    | 15    | 13    | 129   |
| 6   | WRM       | Italia   |       |       | 9     | 16    | 14    | 16    | 9     | 10    | 13    | 9     | 11    | 8     | 13    | 11    |       |       | 107   |
| 7   | Yamaha    | Giappone | 11    | 11    | 16    | 22    | 20    | 22    | 15    | 17    | 16    | rit.  | 13    | 11    | 11    | rit.  | 17    | 14    | 90    |
| Pos | Casa      | Paese    | EUR 1 | EUR 2 | FRA 1 | FRA 2 | AUT 1 | AUT 2 | SAR 1 | SAR 2 | GER 1 | GER 2 | ADM 1 | ADM 2 | ITA 1 | ITA 2 | GRE 1 | GRE 2 | Punti |

## S2
Nel 2006 la classe S2 era caratterizzata dalla cilindrata limite 450 cm³ 4t o 250 cm³ 2t.

### Gran Premi del 2006
|   | Nome                      | Paese    | Località                 | Data            |
| 1 | Gran Premio d'Europa      | Italia   | Castelletto di Branduzzo | 29/30 aprile    |
| 2 | Gran Premio di Francia    | Francia  | Villars-sous-Écot        | 27/28 maggio    |
| 3 | Gran Premio d'Austria     | Austria  | Melk                     | 24/25 giugno    |
| 4 | Gran Premio di Sardegna   | Italia   | Mores                    | 22/23 luglio    |
| 5 | Gran Premio di Germania   | Germania | Sankt Wendel             | 09/10 settembre |
| 6 | Gran Premio Alpi del Mare | Italia   | Busca                    | 07/08 ottobre   |
| 7 | Gran Premio d'Italia      | Italia   | Latina                   | 14/15 ottobre   |
| 8 | Gran Premio di Grecia     | Grecia   | Pireo                    | 04/05 novembre  |

### Principali piloti iscritti alla S2 nel 2006
|     | Pilota                | Team                     | Moto             |
| --- | --------------------- | ------------------------ | ---------------- |
| 1   | Boris Chambon         | KTM IPA Racing           | SMR 450          |
| 2   | Adrien Chareyre       | Husqvarna CH Racing      | SM 450RR Factory |
| 3   | Eddy Seel             | Suzuki Rigo Racing       | RM-Z 450         |
| 4   | Max Verderosa         | Honda Black Prince       | CR-F 450         |
| 5   | Frédéric Bolley       | Aprilia Off Road Factory | SXV 450 Factory  |
| 7   | Attilio Pignotti      | KTM Italia Miglio Racing | SMR 450          |
| 8   | Jérôme Giraudo        | Aprilia Off Road Factory | SXV 450 Factory  |
| 11  | Davide Gozzini        | Husqvarna CH Racing      | SM 450RR Factory |
| 12  | Thomas Chareyre       | Husqvarna CH Racing      | SM 450RR Factory |
| 23  | Graziano Rispoli      | Suzuki Lux Performance   | RM-Z 450         |
| 27  | Aurelien Rolland      | Yamaha Les2Roues         | YZ-F 450         |
| 31  | Luca Minutilli        | KTM H2O Racing           | SMR 450          |
| 32  | Néstor Jorge Cabrera  | Honda HM Assomotor       | CR-F 450         |
| 38  | Fabio Balducci        | TM Racing Factory        | SMX 450 Factory  |
| 46  | Paolo Gaspardone      | Honda X Team             | CR-F 450         |
| 64  | Sylvain Bidart        | Honda Cross2R            | CR-F 450         |
| 101 | Thierry Van Den Bosch | Aprilia Off Road Factory | SXV 450 Factory  |
| 111 | Max Manzo             | Yamaha Evolution         | YZ-F 450         |
| 121 | Massimo Beltrami      | Honda HM Assomotor       | CR-F 450         |

### Classifica finale piloti S2 (Top 10)
| Pos | Pilota                | Moto/Team                  | EUR 1 | EUR 2 | FRA 1 | FRA 2 | AUT 1 | AUT 2 | SAR 1 | SAR 2 | GER 1 | GER 2 | ADM 1 | ADM 2 | ITA 1 | ITA 2 | GRE 1 | GRE 2 | Punti |
| --- | --------------------- | -------------------------- | ----- | ----- | ----- | ----- | ----- | ----- | ----- | ----- | ----- | ----- | ----- | ----- | ----- | ----- | ----- | ----- | ----- |
| 1   | Thierry Van Den Bosch | Aprilia Off Road Factory   | 6     | 3     | 5     | 3     | 1     | 2     | rit.  | 1     | 1     | 3     | 1     | 1     | 1     | 1     | 1     | 1     | 340   |
| 2   | Jérôme Giraudo        | Aprilia Off Road Factory   | 1     | 2     | 12    | 10    | 2     | 9     | 2     | 2     | 11    | 9     | 3     | 2     | 3     | 2     | 8     | 7     | 278   |
| 3   | Adrien Chareyre       | Husqvarna CH Racing        | 7     | 7     | 1     | 1     | 14    | 3     | 4     | 17    | 6     | 7     | 5     | 3     | 2     | 4     | 9     | 6     | 259   |
| 4   | Frédéric Bolley       | Aprilia Off Road Factory   | 2     | 4     | 8     | rit.  | 3     | 1     | 1     | 5     | rit.  | 8     | 2     | 7     | 13    | 3     | rit.  | rit.  | 216   |
| 5   | Boris Chambon         | KTM IPA Racing             | 9     | 16    | 4     | 11    | 4     | 23    | 3     | 3     | 18    | 5     | 12    | 5     | 10    | 8     | 2     | 2     | 215   |
| 6   | Massimo Beltrami      | Honda HM Giletti Assomotor | 4     | rit.  | rit.  | 7     | 6     | 5     | 5     | 7     | 5     | 6     | 4     | 9     | 4     | 5     | 12    | 9     | 209   |
| 7   | Sylvain Bidart        | Honda Cross2R              | 12    | 11    | 7     | 8     | 5     | 4     | 10    | rit.  | 3     | 2     | 10    | 8     | 5     | 14    | 14    | 11    | 197   |
| 8   | Fabio Balducci        | TM Racing Factory          | 18    | 8     | 9     | 9     | 7     | 6     | 9     | 13    | 4     | 4     | 6     | 4     | rit.  | 9     | 7     | 8     | 197   |
| 9   | Eddy Seel             | Suzuki Rigo Racing         | 16    | 1     | 2     | 4     | rit.  | 7     | 8     | 9     | 2     | 1     |       |       |       |       | 5     | 3     | 192   |
| 10  | Attilio Pignotti      | KTM Italia Miglio Racing   | 8     | 14    | 13    | 12    | 12    | 10    | 11    | 8     | 12    | 11    | 7     | 13    | 8     | 6     | 10    | 12    | 169   |
| Pos | Pilota                | Moto                       | EUR 1 | EUR 2 | FRA 1 | FRA 2 | AUT 1 | AUT 2 | SAR 1 | SAR 2 | GER 1 | GER 2 | ADM 1 | ADM 2 | ITA 1 | ITA 2 | GRE 1 | GRE 2 | Punti |

### Classifica finale costruttori S2
| Pos | Casa      | Paese    | EUR 1 | EUR 2 | FRA 1 | FRA 2 | AUT 1 | AUT 2 | SAR 1 | SAR 2 | GER 1 | GER 2 | ADM 1 | ADM 2 | ITA 1 | ITA 2 | GRE 1 | GRE 2 | Punti |
| --- | --------- | -------- | ----- | ----- | ----- | ----- | ----- | ----- | ----- | ----- | ----- | ----- | ----- | ----- | ----- | ----- | ----- | ----- | ----- |
| 1   | Aprilia   | Italia   | 1     | 2     | 5     | 3     | 1     | 1     | 1     | 1     | 1     | 3     | 1     | 1     | 1     | 1     | 1     | 1     | 378   |
| 2   | Husqvarna | Italia   | 7     | 7     | 1     | 1     | 14    | 3     | 6     | 6     | 6     | 7     | 5     | 3     | 2     | 4     | 4     | 4     | 285   |
| 3   | Honda     | Giappone | 3     | 5     | 7     | 8     | 5     | 4     | 5     | 7     | 3     | 2     | 4     | 9     | 4     | 5     | 12    | 9     | 268   |
| 4   | Suzuki    | Giappone | 16    | 1     | 2     | 4     | 10    | 7     | 8     | 9     | 2     | 1     | 8     | 16    | 7     | 10    | 5     | 3     | 251   |
| 5   | KTM       | Austria  | 8     | 14    | 4     | 11    | 12    | 10    | 3     | 3     | 18    | 5     | 12    | 5     | 8     | 6     | 2     | 2     | 244   |
| 6   | TM        | Italia   | 18    | 8     | 9     | 9     | 7     | 6     | 9     | 13    | 4     | 4     | 6     | 4     | 19    | 9     | 7     | 8     | 199   |
| 7   | Yamaha    | Giappone | 9     | 16    | 3     | 6     | 9     | 27    | 13    | 15    | 8     | 20    | 9     | 6     | 11    | 13    | 3     | 5     | 176   |
| Pos | Casa      | Paese    | EUR 1 | EUR 2 | FRA 1 | FRA 2 | AUT 1 | AUT 2 | SAR 1 | SAR 2 | GER 1 | GER 2 | ADM 1 | ADM 2 | ITA 1 | ITA 2 | GRE 1 | GRE 2 | Punti |

## Supermoto Des Nations 2006
Dal 2006 il Supermoto delle Nazioni (SMDN) ottiene finalmente la valenza mondiale (mentre dal 2003 al 2005 possedeva valenza europea).
L'edizione 2006 si è disputata a Bishopscourt in Irlanda del Nord.
L'evento è stato snobbato da alcuni piloti importanti come Van Den Bosch oltre alla defezione delle nazionali Tedesca e Belga, che annoverano tra l'altro gli ex campioni del mondo Seel e Delepine e il campione del mondo in carica Bernd Hiemer.
Ogni nazione partecipa con 3 piloti, divisi per categoria (S1, S2 e Open) che correranno 2 gare ciascuno.
Ciascuna manches vede la partecipazione di 2 cilindrate (categorie) contemporaneamente, quindi ogni categoria incontrerà entrambe le altre, con un totale di 3 gare.
Gara 1 S1 + S2
Gara 2 S2 + Open
Gara 3 S1 + Open
Al termine delle 3 gare per ottenere la graduatoria totale vengono sommati 5 dei 6 risultati (3 piloti per 2 gare ciascuno) dei piloti di ciascun team nazionale, il 6° risultato, ossia quello peggiore, viene eliminato.
| Pos | Nazionale           | Piloti             | Moto      | Classe | Gara 1 | Gara 2 | Gara 3 | Punti |
| --- | ------------------- | ------------------ | --------- | ------ | ------ | ------ | ------ | ----- |
| 1   | Italia              | Ivan Lazzarini     | Husqvarna | S1     | 1      |        | 2      | 10    |
| 1   | Italia              | Massimo Beltrami   | Honda     | S2     | 3      | 1      |        | 10    |
| 1   | Italia              | Fabio Balducci     | TM        | Open   |        | 3      | 4      | 10    |
| 2   | Francia             | Adrien Chareyre    | Husqvarna | S1     | 2      |        | 1      | 16    |
| 2   | Francia             | Sylvain Bidart     | Honda     | S2     | 10     | 2      |        | 16    |
| 2   | Francia             | Aurelien Rolland   | Yamaha    | Open   |        | 6      | 5      | 16    |
| 3   | Regno Unito         | Matthew Winstanley | KTM       | S1     | 6      |        | 23     | 28    |
| 3   | Regno Unito         | Samuel Warren      | Aprilia   | S2     | 8      | 7      |        | 28    |
| 3   | Regno Unito         | Christian Iddon    | Aprilia   | Open   |        | 4      | 3      | 28    |
| Pos | Selezione Nazionale | Pilota             | Moto      | Classe | Gara 1 | Gara 2 | Gara 3 | Punti |